# Pablo Calandria
Pablo Ignacio Calandria (Ituzaingó, 15 marzo 1982) è un ex calciatore argentino, di ruolo attaccante.

## Caratteristiche tecniche
È un attaccante.